# San Martín (Cesar)
San Martín é um município da Colômbia, localizado no departamento de Cesar.

## Geografia
Limita a oeste e leste com o departamento de Santander, ao norte com os municípios de Río de Oro e Aguachica e ao sul com San Alberto.

### Ocupação
No município de San Martin, 72% da área é utilizada para atividade pecuária, 13% para atividade agrícola, 10% praias e restolho, 6% areas de reserva natural.

## História
O Município de San Martín teve os primeiros assentamentos de colonos em 1954; o local determinado pelos colonos caracterizou-se por ser uma etapa intermediária entre os habitantes do meio rural que saíam para comercializar os seus produtos nos mercados das localidades vizinhas de Santander, do interior do país e da costa atlântica.
Atraídos pela produtividade e fertilidade das terras, chegaram agricultores, trabalhadores e outras pessoas que gradualmente se apoderaram destes territórios. A maioria se dedicou ao desenvolvimento de atividades agrícolas como arroz, sorgo, milho e pecuária.
Na época recebeu o nome inicial de “Punta Arrecha” ou “Punta Brava”, nome cunhado para o alto grau de violência política vivido na região. Posteriormente, foi feito um apelo à população para que mudasse o nome do município para “Brisas de San Martín” em homenagem ao herói da independência dos países do sul sul-americano.

## Economia
O município baseia sua economia principalmente na atividade agrícola e pecuária, há também a exploração petrolífera, a agroindústria no cultivo da palma africana, desenvolvendo seu processo primário de extração de petróleo.